# جون برن
جون برن (بالإنجليزية: June Burn)‏ (1893 - 1969)؛ صحفية وروائية أمريكية.